# Benjamin Kibebe
Benjamin Kibebe (* 13. August 1981 in Addis Abeba) ist ein ehemaliger schwedischer Fußballspieler äthiopischer Herkunft. Der Abwehrspieler, der einen Teil seiner Laufbahn in Norwegen, Dänemark und der Schweiz bestritt, kam 2001 zu seinem einzigen Einsatz in der schwedischen Nationalmannschaft.

## Werdegang
Kibebe begann 1988 mit dem Fußballspielen bei Rågsveds IF. 1994 zog er zur Jugendabteilung von IF Brommapojkarna weiter, ehe er nach drei Jahren zu Hammarby IF wechselte. Dort blieb er jedoch nur eine Spielzeit und schloss sich 1998 dem Ortsrivalen AIK an.
1999 rückte Kibebe in den Männerkader von AIK auf, kam aber zunächst nur im Svenska Cupen beim 1:0-Erfolg gegen Västerås SK in der Runde der letzten 64 Mannschaften zum Einsatz. Sein Debüt in der Allsvenskan feierte er in der folgenden Spielzeit und kam zu zehn Erstligaeinsätzen sowie einem Spiel im Europapokal. Daraufhin wurde er zu den Auftaktländerspielen der schwedischen Nationalmannschaft im Jahr 2001 berufen. Bei der 0:1-Niederlage gegen die finnische Nationalmannschaft durch ein Tor von Timo Marjamaa am 1. Februar des Jahres debütierte er als Einwechselspieler, als er in der Halbzeitpause Olof Persson ersetzte, im Nationaljersey. In der anschließenden Spielzeit 2001 konnte er sich an der Seite von Per Nilsson, Jimmy Tamandi und Daniel Tjernström als Stammkraft in der Abwehr festsetzen und bestritt 24 der 26 Ligaspiele.
Nachdem sich AIK vom vormaligen Trainer Olle Nordin getrennt hatte, verlor Kibebe unter dessen Nachfolger Peter Larsson seinen Stammplatz. Selbst als dieser im Saisonverlauf geschasst wurde, fand er sich unter Dušan Uhrin hauptsächlich auf der Ersatzbank wieder. Erst unter dem englischen Trainer Richard Money kam er wieder bevorzugt zum Einsatz und bestritt in der Spielzeit 2004 21 Partien.
Dennoch verkündete Kibebe seinen Abschied vom schwedischen Fußball und wechselte in die norwegische Tippeligaen zu Tromsø IL. Für den bis dato zweifachen Landespokalsieger verpasste er in seiner ersten Spielzeit nur ein Ligaspiel. Am Ende der folgenden Spielzeit bemühte sich Sturla Voll, der Trainer des in die erste Liga aufgestiegenen Ligarivalen Aalesunds FK, um eine Verpflichtung des Abwehrspielers. Auch bei seinem neuen Klub, mit dem er gegen den direkten Wiederabstieg in die Adeccoligaen kämpfte, war er direkt Stammspieler und kam in allen 26 Erstligaspielen zum Einsatz. Nach einem weiteren halben Jahr in der Tippeligaen verließ er den Klub.
Im Sommer 2008 unterschrieb Kibebe einen Dreijahreskontrakt bei FC Nordsjælland in der dänischen Superliga. Aufgrund des norwegischen Transfersystems war er erst ab dem 1. August für seinen neuen Arbeitgeber spielberechtigt, konnte sich dennoch in der Anfangsformation des Klubs festspielen. An der Seite von Dennis Cagara, Henrik Kildentoft, sowie seiner Landsmänner Johnny Lundberg und Andreas Dahl bestritt er in seiner Debütsaison 30 Spiele, beim 3:1-Auswärtserfolg über SønderjyskE erzielte er seinen einzigen Ligatreffer. Nach der Verpflichtung von Andreas Bjelland im Sommer 2009 wurde er zeitweise aus der Anfangsformation verdrängt, konnte sich aber dennoch über weite Strecken der Spielzeit als Stammkraft in der Abwehrreihe halten. Am Ende der Spielzeit erreichte er mit dem Klub das Endspiel um den Landespokal. Dort bildete er mit Pierre Bengtsson, Michael Parkhurst und Henrik Kildentoft die Vierer-Abwehrkette, die beim 2:0-Erfolg über den FC Midtjylland nach Toren von Nicolai Winther-Stokholm und Bajram Fetai in der Verlängerung ohne Gegentor blieb und so zum Titelgewinn beitrug.
Anfang Mai 2010 unterschrieb Kibebe einen Dreijahresvertrag beim Schweizer Super-League-Verein FC Luzern, wechselte jedoch bereits nach einer Saison zum SC Kriens in die zweithöchste Schweizer Liga, um in der darauffolgenden Saison 2012/13 zum dänischen Erstligisten FC Midtjylland zu wechseln.